# Surfin' U.S.A.
Surfin' U.S.A. je drugi album ameriške glasbene skupine The Beach Boys. Izšel je leta 1963 pri založbi Capitol Records.

## Seznam skladb
1. "Surfin' U.S.A." - 2:27
2. "Farmer's Daughter" - 1:49
3. "Misirlou" - 2:03
4. "Stoked" - 1:59
5. "Lonely Sea" - 2:21
6. "Shut Down" - 1:49
7. "Noble Surfer" - 1:51
8. "Honky Tonk" - 2:01
9. "Lana" - 1:39
10. "Surf Jam" - 2:10
11. "Let's Go Trippin'" - 1:57
12. "Finders Keepers" - 1:38
13. "Cindy, Oh Cindy" - 2:10
14. "The Baker Man" - 2:37
15. "Land Ahoy" - 1:38